# Actinodoria cuprea
Actinodoria cuprea là một loài ruồi trong họ Tachinidae.